# 彭諾克 (明尼蘇達州)
彭諾克（英語：Pennock）是一個位於美國明尼蘇達州坎迪約希縣的城市。

## 歷史
作為鐵路沿綫的路段，彭諾克於1871年成立，同年設立營運至今的郵局，原名聖約翰斯（Saint Johns），1891年改為現稱。現稱得名自鐵路公司老闆佐治·彭諾克（George Pennock）。

## 人口
根據2020年美國人口普查的數據，彭諾克的面積為2.64平方千米，皆為陸地。當地共有人口479人，而人口密度為每平方千米181人。